# Kurt Woll Muller
Kurt Woll Muller (Callao, 6 de octubre de 1958-Callao, 23 de noviembre del 2023) fue un político peruano. Fue alcalde del Callao desde 1990 hasta 1995 y consejero regional del Callao entre 2014 y 2018.

## Biografía
Nació en la ciudad del Callao, el 6 de octubre de 1958. Fue hijo del exsenador Moisés Woll Dávila y de Nora Muller Pospischil.
Cursó sus estudios primarios y secundarios en el Colegio Maristas del Distrito de San Isidro ubicado en la ciudad de Lima. Entre 1980 y 1981, cursó estudios técnicos de agente de aduanas.
Fue presidente del club Sport Boys en 1995.

## Carrera política
Fue miembro del Partido Popular Cristiano, del que su padre era figura prominente. Postuló en las elecciones municipales de 1986 como candidato a regidor del Callao resultando elegido.

### Alcalde del Callao
En las elecciones municipales de 1989, Woll postuló a la alcaldía provincial del Callao por el Frente Democrático y resultó elegido como alcaldía para el periodo 1990-1993. Fue reelegido en el cargo para un segundo mandato municipal.
Para las elecciones de 1995, fue candidato para un tercer mandato por la alianza fujimorista Cambio 90-Nueva Mayoría. Sin embargo, no resultó elegido tras ser vencido por Álex Kouri del Movimiento Chim Pum Callao.
En las elecciones parlamentarias del 2001, postuló al Congreso de la República por el partido Todos por la Victoria sin resultar elegido y de igual manera en las elecciones parlamentarias del 2006 por Unidad Nacional.
De la misma manera, participó en las elecciones regionales del 2002 como candidato al Gobierno Regional del Callao.

### Consejero Regional
En las elecciones regionales del 2014, Woll se apuntó al Movimiento Chim Pum Callao y postuló como consejero regional por el Distrito de Carmen de La Legua-Reynoso. Resultó elegido para el periodo 2015-2018.

## Fallecimiento
El 23 de noviembre del 2023, Kurt Woll Muller falleció a los 65 años. Tras su deceso, el Municipio del Callao decidió declarar 2 días de duelo provincial.